# Bon Voyage (film 2003)
Bon Voyage è un film del 2003 diretto da Jean-Paul Rappeneau.

## Trama
Parigi, primavera del 1940, la star del cinema Viviane Denvert chiama disperata il giovane scrittore Frédéric Auger, suo ex amante, per aiutarla a nascondere il cadavere del suo attuale amante morto accidentalmente in casa sua. Il giovane accetta e carica il corpo nella sua auto ma a causa di un incidente viene scoperto e arrestato dalla polizia. Nonostante l'avvocato gli riveli che la morte è stata causata da un colpo di arma da fuoco Frédéric non fa il nome di Viviane.
Alcuni mesi dopo, in occasione dell'arrivo dei nazisti a Parigi, le carceri vengono evacuate e Frédéric riesce a fuggire con Raoul e decide di recarsi a Bourdeaux dove conta di ritrovare Viviane.
Sul treno per Bordeaux i due conoscono Camille, giovane studentessa che viaggia in compagnia del professor Kopolski, la coppia sta cercando di non fare cadere nelle mani dei tedeschi l'acqua pesante in loro possesso e per questo contano di trovare una nave in partenza proprio da Bordeaux. 
Nella città però regna il caos e il professore non riesce ad ottenere il permesso di partire per l'Inghilterra. Camille, resasi conto che Frédéric conosce Viviane, la quale è diventata amante del primo ministro Beaufort, gli chiede di avvicinarsi al primo ministro per ottenere l'autorizzazione che consenta di portare lontano dai tedeschi l'acqua pesante.
Frédéric riesce ad unirsi ad un pranzo con Viviane e il primo ministro ma viene riconosciuto da un altro ospite dell'albergo come l'assassino dello zio ed è costretto a fuggire.
Nel frattempo nell'hotel in cui alloggiano i due ragazzi la proprietaria Madame Arbesault ha preso in simpatia Camille e cerca di aiutarla con degli inglesi incrociati per caso.
Viviane, indecisa su cosa fare e con chi fuggire, prima si fa accompagnare dall'autista del primo ministro all'albergo. Su quella macchina viaggia il Generale De Gaulle al quale l'attrice augura "Bon Voyage", in seguito chiede al giornalista svizzero Alex Winkler di accompagnarla da
Frédéric, vorrebbe infatti partire con lui alla volta di Nizza dove si sta recando la maggior parte degli sfollati. 
Frédéric decide di restare quindi Raoul parte con Camille e il professore verso la spiaggia di Soulac per imbarcarsi. Nel frattempo madame Arbesault scopre che il giornalista è in realtà una spia dei nazisti. Alex, nonostante uno scontro con il ragazzo riesce ad allontanarsi accompagnato da Viviane che era salita sulla sua auto.
Durante il tragitto il mezzo viene fermato dalla polizia e in uno scontro a fuoco Raoul viene ferito ma sopraggiunge Frédéric e i due riescono a neutralizzare i tedeschi.
Dopo aver lasciato Raoul in un convento di giovani suore il gruppo raggiunge la spiaggia. L'acqua pesante e il professore vengono caricati a bordo e Camille deve salutare il giovane scrittore che ormai non ha più motivo di restare in Francia. Ha però in mano il suo manoscritto.
Viviane nel frattempo è ancora in compagnia di Alex che l'ha convinta a tornare a Parigi e non andare più a Nizza. Quando ad un posto di blocco si rende conto che è amico dei tedeschi vorrebbe allontanarsi ma alla fine continua il viaggio con lui.
Trascorrono due anni, Frédéric torna nella Parigi occupata e si incontra con Camille, che pur continuando gli studi fa ormai parte della resistenza. La Gestapo arriva nel ristorante per fare dei controlli quindi i due giovani fuggono. Trovano rifugio in un cinema dove si baciano. Il film che viene proiettato vede come protagonista Viviane ma il ragazzo torna a baciare la ragazza.

## Riconoscimenti
- 3 Premi César 2004: migliore promessa maschile (Grégori Derangère), miglior fotografia e miglior scenografia
- Premi Lumière 2004: migliore promessa maschile (Grégori Derangère)
- Festival di Cabourg 2003: Swann d'oro al miglior regista